# Kościół św. Jadwigi we Wrocławiu-Leśnicy

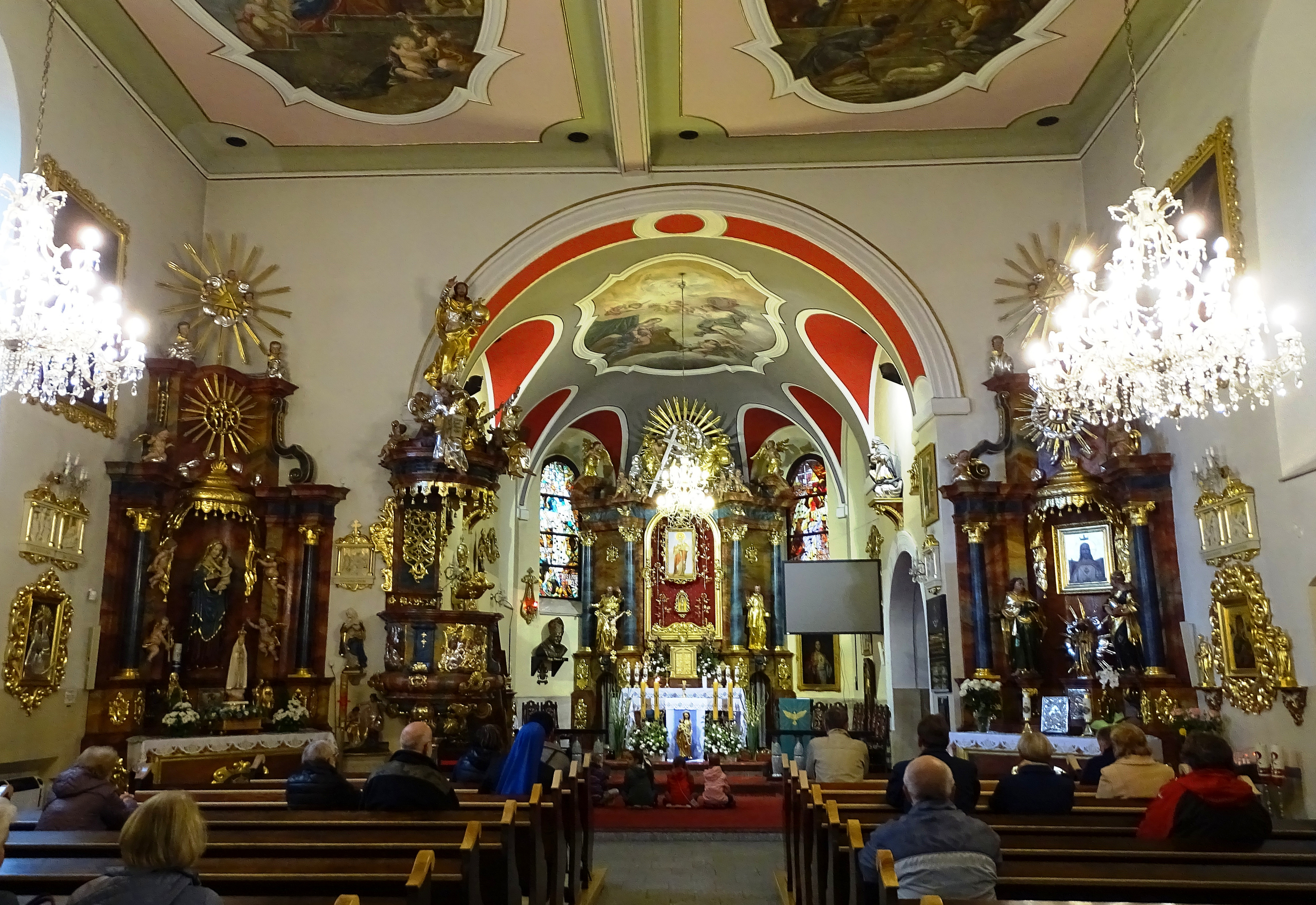
Wnętrze kościoła św. Jadwigi

Kościół św. Jadwigi we Wrocławiu - Leśnicy – położony jest w zachodniej części Wrocławia, Leśnicy, przy ul. Wolskiej. Jest niewielką budowlą jednonawową, otoczoną dawniej cmentarzem (zachowanym dziś tylko od północnej strony kościoła).

## Historia i architektura
Pierwsze wzmianki o leśnickim kościele sięgają 1248. Była to prawdopodobnie świątynia drewniana. Dopiero w połowie XIV wieku (możliwe, że w 1365) zbudowano nowy kościół gotycki, którego mury częściowo zachowały się do dziś. 
Wielokrotnie był przebudowywany, zwłaszcza w wieku XVII-XVIII, dlatego dominującym stylem jest tu barok. W 1690 do kościoła dobudowano drewnianą dzwonnicę, która w latach 1785-1786 została zastąpiona wieżą, wybudowaną z kamienia polnego i cegły wypalanej z rudy darniowej. Z uwagi na nietypowy dla swej epoki budulec wieża ta nieco przypomina mury średniowieczne. Również w nietypowy sposób wieża została ulokowana - przy prezbiterium, a nie przy fasadzie kościoła. W 1787 w wieżę kościoła uderzył piorun, co spowodowało zawalenie się górnej części wieży. Odbudowywano ją długo, aż w 1810 zyskała formę obecną. Górna część wieży została ozdobiona neogotyckimi maswerkami. Jest to jeden z pierwszych (możliwe, że pierwszy) zachowanych przykładów neogotyku w architekturze na Śląsku.
W 1739 rozpoczęto zmianę wystroju świątyni na barokowy. W pracach tych brał udział jeden z najlepszych po Willmannie barokowych malarzy śląskich - Felix Anton Scheffler. Artysta wykonał dla kościoła freski w owalnych obramowaniach na suficie świątyni. Są to Zwiastowanie, Nawiedzenie Marii, Pokłon pasterzy, Ofiarowanie Jezusa i Nauczanie Jezusa w świątyni. Oprócz dekoracji malarskiej na suficie zachowało się zabytkowe wyposażenie (kościół nie był zniszczony podczas II wojny światowej). Najważniejsze jego elementy to:
- Ołtarz główny i ołtarze boczne (umieszczone po bokach nawy przed wejściem do prezbiterium), pochodzą z połowy XVIII wieku i przypisywane są wrocławskim artystom: Johannowi Kloberowi i Josephowi Queiusowi.
- ambona, pokryta polichromiami, ozdobiona płaskorzeźbami przedstawiającymi sceny z Ewangelii i zwieńczona rzeźbą Chrystusa unoszącego dłoń w geście błogosławieństwa.
- Madonna z Dzieciątkiem, gotycka rzeźba polichromowana z XV wieku; jedyna zachowana część średniowiecznego wyposażenia świątyni
- Chrzcielnica z piaskowca, barokowa (XVII wiek), z drewnianymi rzeźbami przedstawiającymi chrzest Jezusa.
- Maria w chmurach - obraz barokowy, na płótnie, z początku XVIII wieku
- Jan Nepomucen - obraz wczesnobarokowy, na płótnie, z początku XVII wieku
- krucyfiks procesyjny - drewniany, barokowy, koniec XVII wieku
- organy - instrument mechaniczno-pneumatyczny z roku 1897 o 2 manuałach i klawiaturze nożnej, będący dziełem firmy Schlag und Söhne ze Świdnicy (Opus 495)

Po roku 2000 wiele zabytkowych elementów kościoła św. Jadwigi poddano gruntownej renowacji i konserwacji. 

## Literatura
- Ewa Kobel, Leśnica - z dziejów miasta i parafii, Wrocław-Leśnica 2004